# Chaetocneme
Chaetocneme là một chi bướm ngày thuộc họ Bướm nâu, tông Tagiadini trong phân họ Pyrginae.
Chi này được xác lập năm 1860 với tên gọi là "Chaetocneme corvus" – sau các miêu tả mới thì nó được xem là loài đặc trưng. Tuy nhiên, loài tương tự đã được Pieter Cramer miêu tả năm 1775 với tên "Papilio helirius". Do đó, loài đặc trưng này ngày nay được gọi là Chaetocneme helirius.

## Hình ảnh

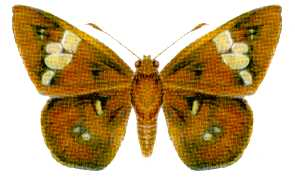
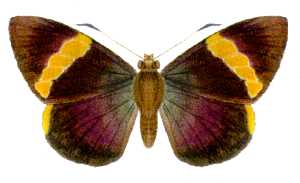

## Các loài
- Chaetocneme beata
- Chaetocneme denitza
- Chaetocneme helirius